# Замок Рохлиц
Замок Рохлиц (нем. Schloss Rochlitz) — средневековый замок на юго-западной окраине немецкого города Рохлиц в федеральной земле Саксония.
В замке, принадлежащем Государственным дворцам, замкам и паркам Саксонии, открыт музей.
Замок был заложен во второй половине X века, и являлся, скорее всего, имперским владением на только что колонизированных славянских землях. В 1143 году он попал в собственность Веттинов, значительно перестроивших его для репрезентативных нужд в последней трети XIV века. В дальнейшем замок использовался как путевая и вдовья резиденция, а также как увеселительно-охотничье поместье маркграфской семьи.
Начиная с XVIII века в замке были размещены органы местного судебного управления, и с 1852 года — тюрьма.
В 1892 году в Рохлице был основан музей, изначально — в замковой капелле, к сегодняшнему дню занявший почти всё пространство замка.